# Ursus (Bären)
 Ursus  oder Eigentliche Bären ist eine Gattung aus der Familie der Bären (Ursidae) innerhalb der Ordnung der Raubtiere (Carnivora).

## Heutige Vertreter
Folgende rezente Arten werden zur Gattung Ursus gezählt:
| Art                                                     | Bild | Verbreitung       |
| ------------------------------------------------------- | ---- | ----------------- |
| Amerikanischer Schwarzbär Ursus americanus Pallas, 1780 |      | Nordamerika       |
| Braunbär Ursus arctos Linnaeus, 1758                    |      | Holarktis         |
| Eisbär Ursus maritimus Phipps, 1774                     |      | Arktis            |
| Kragenbär Ursus thibetanus (G. Cuvier, 1823)            |      | Süd- und Ostasien |

Die Zuordnung des Malaienbären (häufig in einer eigenen Gattung Helarctos) und des Lippenbären (häufig in einer eigenen Gattung Melursus) zur Gattung Ursus ist umstritten.
Diese sechs genannten Arten bilden gleichzeitig die Unterfamilie Ursinae innerhalb der Bären. Stammesgeschichtlich sind die beiden Schwarzbärarten Schwestertaxa. Ebenso verhält es sich mit Eis- und Braunbär, welche sich aus einem gemeinsamen Vorfahren zu eigenständigen Schwesterarten entwickelt haben. Frühere Vermutungen, der Eisbär sei nur eine, vergleichsweise junge, Sonderlinie des Braunbären (der dadurch paraphyletisch wäre), beruhen nach neueren Erkenntnissen auf Fehldeutung einer unerkannten Hybridisierung (mit Introgression).
Des Weiteren wurden ab 2006 zunehmend Hybride zwischen Grizzlybären und Eisbären beobachtet. Das häufigere Auftreten dieser „Pizzly-Bären“ oder „Cappuccino-Bären“ wurde durch die Klimaerwärmung erklärt: Aufgrund des schwindenden Meereises suchen sich Eisbären zunehmend alternative Nahrungsquellen in südlicheren Gebieten, während Grizzlybären sich in die weniger stark bejagten nördlicheren Regionen ausbreiten können.

## Ausgestorbene Vertreter
Ausgestorbene Vertreter dieser Gattung sind unter anderem:
- Ursus minimus, der früheste bekannte Vertreter dieser Gattung, ein relativ kleinwüchsiges Tier aus dem Pliozän
- Ursus etruscus, der bis auf die urtümlicheren Zähne bereits den heutigen Arten ähnelte
- Höhlenbär (Ursus spelaeus)
- Deninger-Höhlenbär (Ursus deningeri), ein naher Verwandter des Höhlenbären
- Atlasbär (Ursus arctos crowtheri), einziger Bär Afrikas, eine Unterart des Braunbären, ausgerottet im späten 19. Jahrhundert, wird zum Teil als eigenständige Art (Ursus crowtheri) angesehen